# خافي بارال
خافيير 'خافي' بارال غارسيا (مواليد 30 سبتمبر 1981 في مدريد) هو لاعب كرة قدم إسباني، يلعب لنادي غوادالاخارا في مركز الدفاع الأيسر.

## وصلات خارجية
- خافي بارال على موقع قاعدة بيانات كرة القدم.إي يو (الإنجليزية)
- خافي بارال على موقع Soccerway.com (الإنجليزية)
- خافي بارال على موقع AS.com (الإسبانية)

- BDFutbol profile
- Futbolme profile (بالإسبانية)
- Transfermarkt profile